# Leah Shemtov
Pour les articles homonymes, voir Shemtov.
Leah Shemtov (en hébreu :  ליה שמטוב ), née le 25 mai 1958 à Chernivtsi en Ukraine, est une femme politique israélienne, membre du parti Israel Beytenou (« Israël notre maison »).

## Biographie
Leah Shemtov est née à Chernivtsi en Ukraine, elle fait son aliyah en 1980. Elle a étudié l'électronique à l'université nationale de Tchernivtsi.
De 1990 à 2000, elle travaille pour la compagnie Amidar. En 1998, elle est élue dans la commune de Nazareth Illit. Elle est membre de la Knesset de 2006 à 2013. 
En 2013 elle est de nouveau élue au conseil de la commune de Nazareth Illit.